# Freedom & Roam Uganda
Freedom and Roam Uganda (FARUG) es una organización de Derechos Humanos que lucha contra la discriminación contra las personas lesbianas, bisexuales, transgénero e intersexuales (LBTIQ) en Uganda.
FARUG fue fundada en 2003 por Kasha Jacqueline Nabagesera, una defensora de las lesbianas de Uganda.  Tras presenciar y experimentar el acoso, la discriminación y la violencia que enfrentan las mujeres ugandesas debido a su identidad de género u orientación sexual, Nabagesera se propuso defender al colectivo, junto a un grupo de amigas.
Durante un tiempo, FARUG se identificó como la única organización local dedicada a las cuestiones LBTI en Uganda.
En respuesta a un artículo del periódico ugandés Rolling Stone en el que se publicaban fotografías de gays y lesbianas ugandeses bajo el titular «Ahorcadlos», Nabagesera y otros miembros de Sexual Minorities Uganda (SMUG) cuyos rostros aparecían en el periódico presentaron una petición ante el Tribunal Superior para que se pusiera fin a la difusión del artículo. La petición fue admitida a trámite el 2 de noviembre de 2010, dictaminando el fin de la publicación. 
En mayo de 2011, la directora ejecutiva de FARUG, Kasha Jacqueline Nabagesera, recibió el Premio Martin Ennals concedido por su labor de defensa de los derechos humanos.